# Von der Tann (Schiff, 1849)
Die Von der Tann war ein 1849 während der Schleswig-Holsteinischen Erhebung (1848–1851) gegen die dänische Oberhoheit auf der Werft Hilbert in Kiel für die Schleswig-Holsteinische Marine erbautes 100-Tonnen-Dampfkanonenboot mit Dreimastschonertakelung. Sie war eines der ersten Kanonenboote, die mit Schiffsschrauben angetrieben wurden.

## Geschichte
Die Von der Tann war mit einer von der „Maschinenbauanstalt Schweffel & Howaldt“ des Kieler Werftengründers und Erfinders August Howaldt entwickelten, 36 PS (150 PSi) starken Dampfmaschine mit zwei liegenden Dampfkesseln und dem bislang nur aus dem Lokomotivenbau bekannten „künstlichen Zug“ zur Dampfsteuerung ausgestattet. Das Kanonenboot Nr. 1 der schleswig-holsteinischen Flottille war eines der ersten Schraubenkanonenboote der Welt und hatte unter Dampf eine Höchstgeschwindigkeit von 6 Knoten. Die Bewaffnung bestand aus zwei drehbaren 60-Pfündern und vier drei-Pfündern. Das Schiff war benannt nach dem späteren bayerischen General Ludwig von der Tann-Rathsamhausen (1815–1881), der als Generalstabschef des bayerisch-hessischen Korps in Schleswig-Holstein die deutschen Milizen in den Herzogtümern entscheidend geformt hatte.
Die Von der Tann wurde am 5. Februar 1849 von der Werft abgenommen und anschließend in Dienst gestellt. Sie nahm in diesem Jahr an zwei Gefechten am Nordwestende der Kieler Förde bei Bülk (11. Mai) und dann bei Neustadt in Holstein (17. Juni) teil. Im Herbst 1849 wurde sie wie der Rest der Flotte demobilisiert, nachdem ein Waffenstillstand in Kraft getreten war. Nach dem Abschluss der Olmützer Punktation zwischen Österreich und Preußen am 2. Juli 1850 flammten die Kampfhandlungen zwischen Dänemark und Schleswig-Holstein wieder auf und die Flotte wurde wieder mobilisiert.

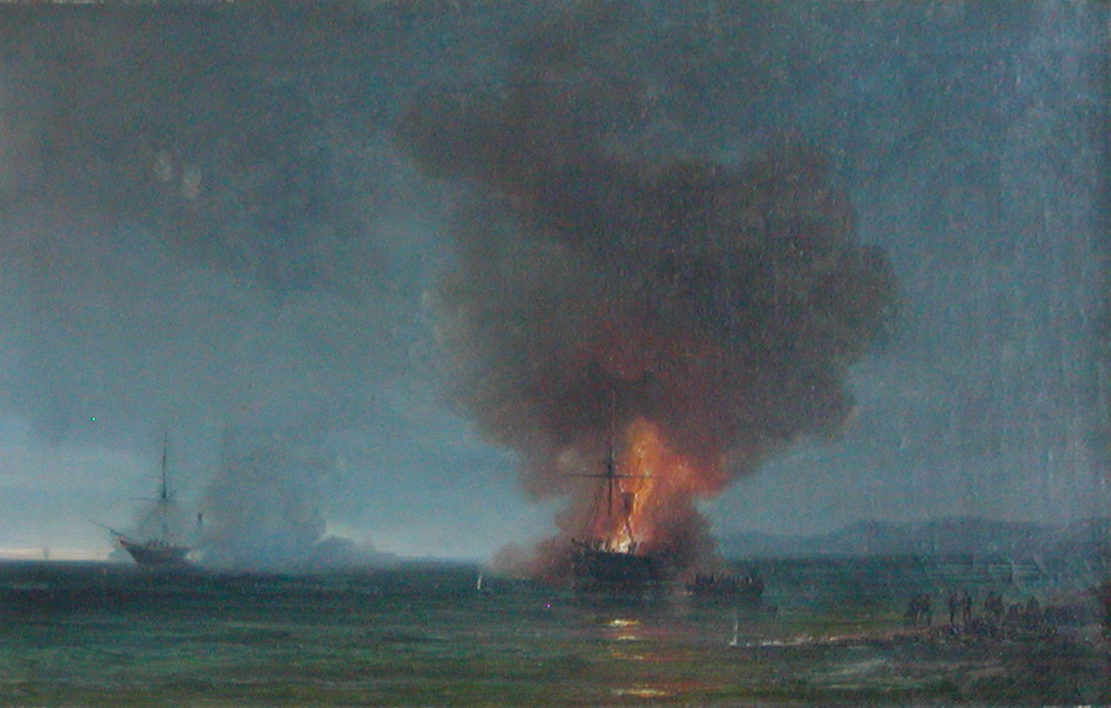
Die Von der Tann auf Grund und in Flammen in der Neustädter Bucht am 25. Juli 1850 (Gemälde von Wilhelm Melbye)

Die Von der Tann wurde der Ostsee-Division zugeteilt. Nachdem sie zuvor in der Lübecker Bucht ein dänisches Schiff als Prise genommen hatte, mit dieser aber nicht in das zur neutralen Hansestadt Lübeck gehörende Travemünde einlaufen durfte, versuchte sie, den Hafen von Neustadt in Holstein zu erreichen. Dabei kam es in der Nacht vom 20. zum 21. Juli 1850 in der Neustädter Bucht zu einem Gefecht mit den dänischen Schiffen Hekla und Valkyrien. In dessen Verlauf lief die Von der Tann vor Neustadt auf Grund und wurde von ihrer Besatzung unter dem Kommandanten Lange aufgegeben und in Brand gesetzt. Es kam zu einer schweren Explosion, deren Schäden jedoch so gering waren, dass das Schiff später nach Reparaturen wieder in Dienst gestellt werden konnte. 1853 wurde es nach Ende des Krieges unter dem Namen Støren in die dänische Marine übernommen und 1860 außer Dienst gestellt und abgewrackt.

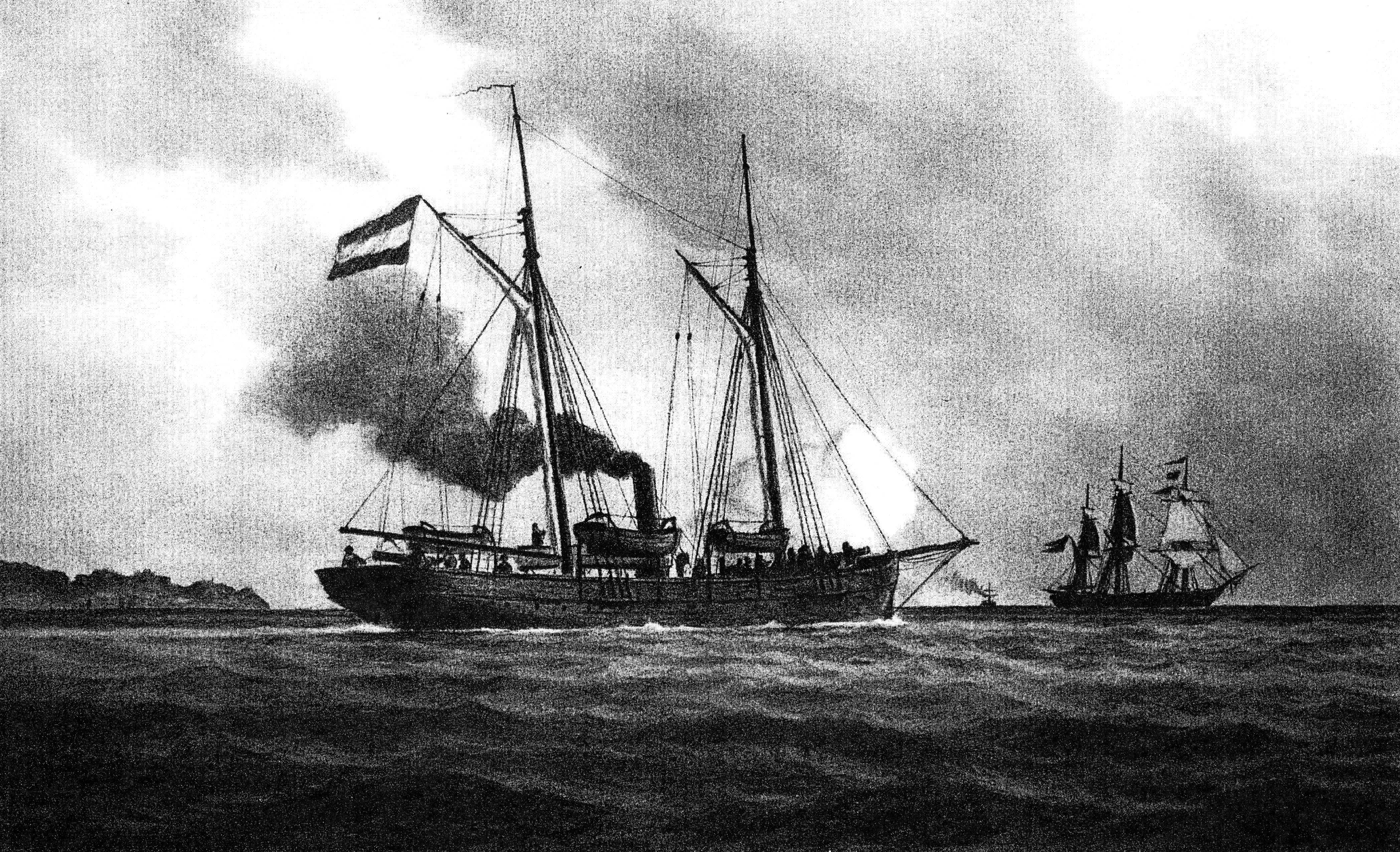
Von der Tann 1849. Gemälde von Lüder Arenhold 1891

Ein Modell der Von der Tann und Wrackteile befinden sich im Museum der Stadt Neustadt in Holstein  im Kremper Tor (vormals Ostholstein-Museum).

## SMS Von der Tann
Ein zweites Schiff mit dem gleichen Namen, der 1908 vom Stapel gelaufene Große Kreuzer Von der Tann der deutschen Kaiserlichen Marine, war 1916 an der Skagerrakschlacht beteiligt.